# QALF
Albums de Damso
Lithopédion
(2018) J'AI MENTI.
(2024)
QALF est le quatrième album studio du rappeur belge Damso, sorti le 18 septembre 2020, réédité le 29 avril 2021 sous le nom QALF Infinity et le 28 octobre 2023 en QALF LIVE, sous le label Trente-quatre Centimes, label indépendant du rappeur.

## Historique
Le projet est en préparation depuis 2015, soit cinq ans avant sa sortie. Son nom est un acronyme signifiant « Qui Aime Like Follow ». Cette expression est souvent utilisée par Damso depuis ses débuts.
L'album, anciennement une mixtape, est pour la première fois annoncée dans l'intro du morceau Une âme pour deux, lorsque le personnage joué par Damso tombe dans le coma : « Je vous garde encore une petite semaine afin d'effectuer quelques analyses en plus. Je vous ai prescrit en attendant la mixtape QALF de Damso et Jackpot du groupe OPG. » Ces paroles se retrouvent dans l'introduction de son album Lithopédion.
Le 29 janvier 2019, Damso supprime l'entièreté de ses publications sur ses réseaux sociaux et remplace sa photo de profil par ce qui s'apparente être la couverture du projet[source secondaire souhaitée]. Il réitère en juillet 2020, laissant penser que ce projet s'approche de plus en plus de la sortie.
Le vendredi 7 juin 2019, dans un message adressé à Booba dans sa story Instagram, le Bruxellois annonce que QALF sera produit en indépendant, et sortira dans l'année. Puis, contrairement à ce qu'annonçait le message, le rappeur annoncera finalement dans le morceau "God Bless" de Hamza que la mixtape ne sortira pas en 2019.
Le 28 août 2020, vers 22 h, Damso lance la pré-commande du projet. Aucune information supplémentaire sur l'album n'est donnée. Moins de 48 heures plus tard, QALF serait précommandé plus de 8 300 fois, selon le média Midi/Minuit.
Le 15 septembre, Damso annonce sur Instagram être à Kinshasa pour fêter la sortie de QALF[pertinence contestée]. Le soir même, le média Mouv annonce en exclusivité que le projet sortira le 18 septembre 2020.
Le 18 septembre 2020, le projet sort alors sur les plateformes et est disponible une semaine plus tard en version physique. Damso explique ainsi dans de diverses interviews que le projet avait été annoncé comme une mixtape, mais qu'après réflexion, le projet a évolué, et a pris le statut d'album,.
Le 28 avril 2021, Damso révèle sur France Inter la réédition QALF infinity de l'album, et explique qu'il s'agira de la « suite du projet QALF ». À 23 h ce même jour, il sort en effet onze nouveaux titres sur sa chaine Youtube, et le lendemain sur les plateformes de streaming. La réédition QALF infinity comporte donc ces 11 titres inédits suivis des 15 titres déjà présents sur QALF.
Après avoir obtenu un disque de diamant pour QALF fin août 2023, le rappeur dévoile le 18 septembre via son store, une dernière réédition de son projet, proposant alors 5 nouveaux morceaux déjà édités précédemment, mais sous une version live : YOUVOI, P. DOSE, COEUR EN MIETTES, DEUX TOILES DE MER et T. CHIALER.
À quelques heures de la sortie de la seconde réédition, le 27 octobre 2023, l'entièreté de QALF infinity disparaît des plateformes, laissant planer un doute sur l'avenir du projet concernant sa version digitale.
Le 6 novembre 2023, l’album est remis sur les plateformes avec une nouvelle couverture où on peut lire « Bēyāh 2025. Merci de bien vouloir patienter » 

## Accueil

### Accueil critique
Pour Maxime Huteau de Ouest-France, « on découvre un Damso plus intimiste, qui parle famille, choix de vie, amour avec une douceur nouvelle » et conclut que « si QALF peut décevoir les amoureux de rap, il a toutes les chances de toucher un large public sans tomber dans les sons commerciaux qui inondent les radios». »
Brice Miclet souligne pour Les Inrocks que « Damso a l’habitude de changer savamment d’orientation artistique, de concept, quitte à décevoir. » Selon lui, « si QALF n’atteint volontairement pas l’intensité d’Ipséité ou la dureté de Batterie faible, il se démarque par sa versatilité. »

### Accueil commercial
Damso réalise le meilleur démarrage de l'année 2020 sur Spotify avec 14,3 millions de streams en 24 heures en France. Il réussit en outre à placer les 14 titres de l'album dans le top 20 France et dans le top 200 Monde. Le jour de la sortie de l'album, Damso est l'artiste le plus écouté au monde sur Spotify.
En une semaine, l'album s'écoule à 35 575 exemplaires, signant le quatrième meilleur démarrage de l'année en France. Trois jours plus tard, soit dix jours après sa sortie, l'album est certifié disque d'or en passant le cap des 50 000 ventes. Un mois et une semaine après sa sortie, l'album passe le cap des 100 000 exemplaires vendus et est certifié disque de platine. Avec la réédition QALF Infinity, il obtient ensuite le triple disque de platine le 16 septembre 2021, soit exactement un an après la sortie de QALF,.
L'album est certifié disque d'or en Belgique près de trois mois après sa sortie.
Le 7 janvier 2021, il sort le clip de 911 avec une apparition de Noémie Lenoir .

## Liste des pistes
| QALF                               | QALF                                            | QALF                                                                 | QALF  | QALF | QALF | QALF | QALF | QALF | QALF |
| No                                 | Titre                                           | Musique                                                              | Durée |      |      |      |      |      |      |
| ---------------------------------- | ----------------------------------------------- | -------------------------------------------------------------------- | ----- | ---- | ---- | ---- | ---- | ---- | ---- |
| 1.                                 | MEVTR                                           | Prinzly, Benjay, Saint DX, Jules Fradet                              | 2:45  |      |      |      |      |      |      |
| 2.                                 | LIFE LIFE                                       | Paco Del Rosso, Benjay, Prinzly, Jules Fradet                        | 2:40  |      |      |      |      |      |      |
| 3.                                 | DEUX TOILES DE MER                              | Bad Bijan, Paco Del Rosso, The Beginning, The9AM, Prinzly, Saint DX  | 5:15  |      |      |      |      |      |      |
| 4.                                 | SENTIMENTAL                                     | The Beginning                                                        | 3:26  |      |      |      |      |      |      |
| 5.                                 | THEVIE RADIO (Interlude)                        | Paco Del Rosso, Saint DX, Oz Touch, Benjay, Ponko                    | 1:00  |      |      |      |      |      |      |
| 6.                                 | BXL ZOO (featuring Hamza)                       | Saint DX, Pierrari, Oz Touch, Benjay, Ponko, Paco Del Rosso, Prinzly | 3:21  |      |      |      |      |      |      |
| 7.                                 | CŒUR EN MIETTES (featuring Lous and the Yakuza) | Jules Fradet, Prinzly, Damso                                         | 3:28  |      |      |      |      |      |      |
| 8.                                 | POUR L'ARGENT                                   | Saint DX, Paco Del Rosso, Benjay, Prinzly, Renaud Rebillaud          | 2:18  |      |      |      |      |      |      |
| 9.                                 | BPM                                             | Bad Bijan, The9AM                                                    | 3:02  |      |      |      |      |      |      |
| 10.                                | D'JA ROULÉ                                      | Jules Fradet, Rodriguez Vangama, Paco Del Rosso, Prinzly             | 3:03  |      |      |      |      |      |      |
| 11.                                | 911                                             | Saint DX, Benjay, Prinzly                                            | 2:52  |      |      |      |      |      |      |
| 12.                                | FAIS ÇA BIEN (featuring Fally Ipupa)            | Rodriguez Vangama, Prinzly, Fally Ipupa                              | 3:22  |      |      |      |      |      |      |
| 13.                                | ROSE MARTHE'S LOVE                              | JXN Beats                                                            | 3:11  |      |      |      |      |      |      |
| 14.                                | 8HORIZONTAL (Bonus de l'édition physique)       | Krisy (De La Fuentes)                                                | 3:03  |      |      |      |      |      |      |
| 15.                                | INTRO                                           | Jules Fradet, Mem's, Prinzly                                         | 5:16  |      |      |      |      |      |      |
| 48:08 (physique) / 45:05 (digital) |                                                 |                                                                      |       |      |      |      |      |      |      |

| QALF infinity (titres inédits de la réédition) | QALF infinity (titres inédits de la réédition) | QALF infinity (titres inédits de la réédition)             | QALF infinity (titres inédits de la réédition) | QALF infinity (titres inédits de la réédition) | QALF infinity (titres inédits de la réédition) | QALF infinity (titres inédits de la réédition) | QALF infinity (titres inédits de la réédition) | QALF infinity (titres inédits de la réédition) | QALF infinity (titres inédits de la réédition) |
| No                                             | Titre                                          | Musique                                                    | Durée                                          |                                                |                                                |                                                |                                                |                                                |                                                |
| ---------------------------------------------- | ---------------------------------------------- | ---------------------------------------------------------- | ---------------------------------------------- | ---------------------------------------------- | ---------------------------------------------- | ---------------------------------------------- | ---------------------------------------------- | ---------------------------------------------- | ---------------------------------------------- |
| 1.                                             | O. OG                                          | Ikaz Boi, Prinzly                                          | 1:40                                           |                                                |                                                |                                                |                                                |                                                |                                                |
| 2.                                             | Π. VANTABLACK                                  | Jules Fradet, Prinzly                                      | 2:33                                           |                                                |                                                |                                                |                                                |                                                |                                                |
| 3.                                             | Ρ. DOSE                                        | Jules Fradet, Prinzly                                      | 3:10                                           |                                                |                                                |                                                |                                                |                                                |                                                |
| 4.                                             | Σ. MOROSE                                      | Dieter Limbourg, Elvin Galland, Ikaz Boi, Jean-Marie Aerts | 4:23                                           |                                                |                                                |                                                |                                                |                                                |                                                |
| 5.                                             | T. CHIALER (featuring YG Pablo)                | Prinzly, YG Pablo                                          | 3:48                                           |                                                |                                                |                                                |                                                |                                                |                                                |
| 6.                                             | Y. 2 DIAMANTS                                  | Prinzly                                                    | 3:17                                           |                                                |                                                |                                                |                                                |                                                |                                                |
| 7.                                             | Φ. THEVIE RADIO                                | Lil'Ben, NegDee, Shabz                                     | 3:54                                           |                                                |                                                |                                                |                                                |                                                |                                                |
| 8.                                             | X. ZWAAR                                       | Prinzly                                                    | 3:21                                           |                                                |                                                |                                                |                                                |                                                |                                                |
| 9.                                             | Ψ. PASSION                                     | Ponko, Prinzly                                             | 4:37                                           |                                                |                                                |                                                |                                                |                                                |                                                |
| 10.                                            | Ω. VIVRE UN PEU                                | High Klassified                                            | 3:55                                           |                                                |                                                |                                                |                                                |                                                |                                                |
| 11.                                            | YOUVOI                                         | Price D                                                    | 2:51                                           |                                                |                                                |                                                |                                                |                                                |                                                |
| 1h22                                           |                                                |                                                            |                                                |                                                |                                                |                                                |                                                |                                                |                                                |

| QALF LIVE (titres inédits de la réédition) | QALF LIVE (titres inédits de la réédition)           | QALF LIVE (titres inédits de la réédition)                          | QALF LIVE (titres inédits de la réédition) | QALF LIVE (titres inédits de la réédition) | QALF LIVE (titres inédits de la réédition) | QALF LIVE (titres inédits de la réédition) | QALF LIVE (titres inédits de la réédition) | QALF LIVE (titres inédits de la réédition) | QALF LIVE (titres inédits de la réédition) |
| No                                         | Titre                                                | Musique                                                             | Durée                                      |                                            |                                            |                                            |                                            |                                            |                                            |
| ------------------------------------------ | ---------------------------------------------------- | ------------------------------------------------------------------- | ------------------------------------------ | ------------------------------------------ | ------------------------------------------ | ------------------------------------------ | ------------------------------------------ | ------------------------------------------ | ------------------------------------------ |
| 1.                                         | YOUVOI LIVE                                          | Price D.                                                            | 3:14                                       |                                            |                                            |                                            |                                            |                                            |                                            |
| 2.                                         | P. DOSE LIVE                                         | Prinzly                                                             | 2:39                                       |                                            |                                            |                                            |                                            |                                            |                                            |
| 3.                                         | CŒUR EN MIETTES LIVE (featuring Lous and The Yakuza) | Jules Fradet, Prinzly, Damso                                        | 2:50                                       |                                            |                                            |                                            |                                            |                                            |                                            |
| 4.                                         | DEUX TOILES DE MER LIVE                              | Saint DX, Prinzly, The9AM, The Beginning, Bad Bijan, Paco Del Rosso | 2:50                                       |                                            |                                            |                                            |                                            |                                            |                                            |
| 5.                                         | T. CHIALER LIVE (featuring YG Pablo)                 | Prinzly, Damso                                                      | 2:59                                       |                                            |                                            |                                            |                                            |                                            |                                            |
| 15:18                                      |                                                      |                                                                     |                                            |                                            |                                            |                                            |                                            |                                            |                                            |

### Clips
- 2020 : 911 (avec une apparition de Noémie Lenoir)

## Titres certifiés en France
- O.OG  Or[23]
- Π. Vantablack  Platine[24]
- Ρ. Dose  Or[25]
- Σ. Morose  Diamant[26]
- T. Chialer (feat. YG Pablo)  Or[27]
- Y. 2 Diamants  Platine[28]
- Φ. Thevie Radio  Or[29]
- X. Zwaar  Or
- Ψ. Passion  Or[30]
- Ω. Vivre un peu  Or[31]
- Youvoi  Or[32]
- Mevtr  Or[33]
- Life life  Platine[34]
- Sentimental  Platine[35]
- Deux toiles de mer  Diamant[36]
- BXL Zoo (feat. Hamza)  Diamant[37]
- Cœur en miettes (feat. Lous and the Yakuza)  Diamant[38]
- Pour l'argent  Or[39]
- BPM  Platine[40]
- D'ja roulé  Or[41]
- 911  Diamant[42]
- Fais ça bien (feat. Fally Ipupa)  Or[43]
- Rose Marthe's love  Or[44]
- Intro  Or[45]

## Classements

### Classements hebdomadaires
| Classement                   | Meilleure position |
| ---------------------------- | ------------------ |
| Belgique (Flandre Ultratop)  | 2                  |
| Belgique (Wallonie Ultratop) | 1                  |
| Canada (Canadian Albums)     | 36                 |
| France (SNEP Megafusion)     | 1                  |
| France (SNEP Physique)       | 1                  |
| France (SNEP Téléchargement) | 1                  |
| Suisse (Schweizer Hitparade) | 3                  |
| Suisse (Charts Romandie)     | 9                  |

### Classements annuels
| Classement (2020)            | Position |
| ---------------------------- | -------- |
| France (SNEP)                | 23       |
| Belgique (Wallonie Ultratop) | 6        |
| Suisse (Schweizer Hitparade) | 79       |
| Classement (2021)            | Position |
| France (SNEP)                | 5        |
| Belgique (Wallonie Ultratop) | 1        |
| Classement (2022)            | Position |
| Belgique (Wallonie Ultratop) | 8        |

## Ventes et certifications
| Région | Certification            | Ventes/Streams |
| --- | ------------------------ | -------------- |
| France (SNEP) | Diamant                  | 500 000        |
| Belgique (BEA) | 3 × Platine              | 40 000         |
| Suisse (IFPI) | Platine[réf. nécessaire] | 20 000‡        |
| *Ventes selon la certification ^Mise en rayon selon la certification xNon précisé par la certification ‡ventes/streaming selon la certification |                          |                |